# Futbol'nyj Klub Ruch L'viv
Il Futbol'nyj Klub Ruch L'viv (in ucraino Футбольний клуб Рух Львів?, traslitterazione anglosassone FC Rukh Lviv), è una società calcistica ucraina con sede nella città di Leopoli. Milita nella Prem"jer-liha, la massima serie del campionato ucraino.

## Storia
Fondata nel 2003 grazie all'iniziativa di Myron Markevyč, all'epoca allenatore del Karpaty, il club inizia la sua attività agonistica nel 2009, giocando le gare interne a Vynnyky, piccolo centro nei pressi di Leopoli. Nel 2016-2017, a seguito della promozione dalle divisioni regionali, la squadra ottiene lo status di club professionistico.
Nel 2019 il club cambia sede, spostandosi da Vynnyky a Leopoli e, nella stagione 2019-2020, ottiene la promozione nella massima serie ucraina dopo essersi classificata seconda in campionato.

## Stadio
Negli anni della sua permanenza nella città di Vynnyky, il Ruch ha disputato le sue gare interne allo stadio Bohdan Markevyč. Col cambio di sede a Leopoli, nel 2019, il club si è trasferito allo stadio SKIF, impianto da 3 742 posti. L'anno successivo, si è trasferita all'Arena L'viv.

## Palmarès

### Altri piazzamenti
- Campionato ucraino di seconda divisione:

Secondo posto: 2019-2020

## Organico

### Rosa 2024-2025
Aggiornata al 2 marzo 2025.
| N. |                    | Ruolo | Calciatore             |
| -- | ------------------ | ----- | ---------------------- |
| 1  | Ucraina (bandiera) | P     | Yuriy-Volodymyr Gereta |
| 4  | Ucraina (bandiera) | D     | Vitalij Cholod         |
| 6  | Ucraina (bandiera) | C     | Yuriy Tlumak           |
| 7  | Ucraina (bandiera) | A     | Jurij Klymčuk          |
| 8  | Ucraina (bandiera) | A     | Yaroslav Karabin       |
| 9  | Ucraina (bandiera) | C     | Artur Remenjak         |
| 10 | Ucraina (bandiera) | C     | Ostap Prytula          |
| 11 | Ucraina (bandiera) | C     | Vasyl' Runič           |
| 15 | Ucraina (bandiera) | C     | Denys Pidgurskyi       |
| 16 | Ucraina (bandiera) | C     | Artur Ryabov           |
| 17 | Ucraina (bandiera) | D     | Denys Slyusar          |
| 19 | Ucraina (bandiera) | C     | Jevhenij Pastuch       |
| 20 | Brasile (bandiera) | C     | Klayver                |
| 23 | Ucraina (bandiera) | P     | Dmytro Ledviy          |

| N. |                         | Ruolo | Calciatore              |
| -- | ----------------------- | ----- | ----------------------- |
| 25 | Ucraina (bandiera)      | D     | Oleh Horin              |
| 29 | Ucraina (bandiera)      | D     | Roman Didyk             |
| 35 | Brasile (bandiera)      | C     | Edson Fernando          |
| 60 | Ucraina (bandiera)      | C     | Ruslan Nepeypiyev       |
| 63 | Ucraina (bandiera)      | C     | Marko Sapuha (capitano) |
| 73 | Ucraina (bandiera)      | D     | Rostyslav Ljach         |
| 75 | Ucraina (bandiera)      | D     | Andriy Kitela           |
| 76 | Ucraina (bandiera)      | D     | Oleksii Tovarnytskyi    |
| 77 | Kirghizistan (bandiera) | C     | Beknaz Almazbekov       |
| 88 | Ucraina (bandiera)      | A     | Vladyslav Pohorilyi     |
| 89 | Ucraina (bandiera)      | C     | Andriy Stolyarchuk      |
| 92 | Ucraina (bandiera)      | D     | Bohdan Sljubyk          |
| 93 | Ucraina (bandiera)      | D     | Vitalij Roman           |
| 99 | Gambia (bandiera)       | A     | Baboucarr Faal          |